# كريس هايز (لاعب كرة قدم أمريكية)
كريس هايز (بالإنجليزية: Chris Hayes)‏ هو لاعب كرة قدم أمريكية أمريكي، ولد في 7 مايو 1972 في سان بيرناردينو في الولايات المتحدة.